# Zhang Jiawei
Zhang Jiawei (* 8. Januar 1989) ist ein chinesischer Boxer.

## Karriere
Zhang nahm 2010 erstmals an einer internationalen Meisterschaft teil und konnte bei den Asienspielen in Guangzhou nach Siegen u. a. gegen Anwar Junussow, Tadschikistan (6:3), und Orzubek Shayimov, Usbekistan (5:2), das Finale im Bantamgewicht (-56 kg) erreichen, welches er gegen den Thailänder Worapoj Petchkoom mit 8:3 Punkten verlor und damit die Silbermedaille gewann. Im Jahr darauf nahm er an den Asienmeisterschaften in Incheon teil, schied aber bereits im ersten Kampf gegen Junussow aus (20:15). Bei den Weltmeisterschaften 2011 in Baku schied Zhang nach Siegen über Armin Amjadian, Iran (18:9), und Joan Tipon, Philippinen (17:8), im Achtelfinale gegen den Russen Sergei Wodopjanow mit 18:12 Punkten aus.
Bei den Weltmeisterschaften 2013 in Almaty gewann Zhang den ersten Kampf gegen Edgar Walth, Deutschland (3:0), bevor er in der Vorrunde an Robeisy Ramírez, Kuba (3:0), scheiterte.
Nachdem Zhang vier Jahre ohne internationalen Medaillenerfolg geblieben war, konnte er bei den Asienspielen 2014 in Incheon wieder das Finale erreichen, in dem er dem Koreaner Han Sang-Myeong mit 3:0 Punktrichterstimmen unterlag.
Im März 2016 gewann er Silber beim Chemiepokal in Deutschland und nahm an den Olympischen Spielen 2016 in Brasilien teil, wo er im Viertelfinale gegen Robeisy Ramírez ausschied.
Bei den Asienmeisterschaften 2017 gewann er die Silbermedaille. Er war damit für die Weltmeisterschaften 2017 in Hamburg qualifiziert, wo er im Viertelfinale ausschied.

### AIBA Pro Boxing (APB)
Seit dem November 2014 startet Zhang in dem neugegründeten Profibereich „APB“ des vom IOC anerkannten Weltverbandes AIBA. Im ersten Zyklus konnte Zhang gegen Wodopjanow gewinnen, verlor aber gegen Alberto Melián und gewann und verlor jeweils einen Kampf gegen Robenilson de Jesus. Im zweiten Zyklus gewann Zhang gegen Benson Gicharu und Melian, so dass er sich für den Titelkampf der APB gegen Khedafi Djelkhir und somit auch für die Olympischen Spiele in Rio de Janeiro qualifizierte.